# نايف البقمي
نايف البقمي (8 أغسطس 1981 -) ممثل ومخرج وناقد مسرحي سعودي.

## حياته
- من مواليد مدينة الطائف عام 1401هـ.
- حاصل على البكالوريوس من قسم الرياضيات بجامعة أم القرى بمكة المكرمة.
- حاصل على الماجستير في الإدارة التربوية من الجامعة الأمريكية في لندن.

## أعماله
مسرحيات (كممثل):
- صباح الخير يا جاري
- هلو متنبي
- مسرحية أصوات
- حكاية المدينة الحزينة (للأطفال)

(كاتب ومخرج) للمسرحيات التالية:
- أهل الحارة
- كان زمان وجبر
- شباب في غفلة
- الروضة (للأطفال)
- مسرحية (السهم الملتهب) 2022 (إخراج).[2]

## الجوائز والشهادات والمشاركات
- شارك في مهرجان المسرح السعودي الأول والثاني والثالث
- منسق ورئيس لجنة الإعلام والنشر لمهرجان المسرح السعودي الرابع
- حاصل على شهادات شكر وتقدير في التميز المسرحي من جامعة أم القرى في الفترة من 1416 - 1420 هـ
- حاصل على شهادات شكر وتقدير من الشؤون الثقافية والتعليمية في الحرس الوطني
- حاصل على شهادات شكر وتقدير من مهرجان المسرح السعودي في جميع دوراته
- حاصل على شهادة شكر وتميز من الشؤون الصحية بالحرس الوطني للمشاركة في مسرحية (أصوات) ضمن فعاليات مهرجان الجنادرية
- حاصل على دورة مسرحية عام 1423 هـ ضمن فعاليات المهرجان الوطني للتراث والثقافة بالجنادرية

## مؤلفاته
- كتاب (رجال من المسرح السعودي)
- كتاب (ملامح المسرح المدرسي)